# Golden Single Series 人恋しくて/哀しい妖精
『Golden Single Series 人恋しくて/哀しい妖精』（ゴールデン シングル シリーズ ひとこいしくて / かなしいようせい）は、南沙織のシングル。1978年4月21日発売。発売元はCBSソニー。規格品番: 06SH 304。

## 解説
ヒットシングルを両A面にした企画シングル盤で、他にはキャンディーズの『Golden Single Series 哀愁のシンフォニー / やさしい悪魔』などが存在する。
今作のジャケットは、20thシングル『哀しい妖精』のショットが使用されている。

## 収録曲
- 曲の詳細や解説は各項目を参照されたい。

1. 人恋しくて
  - 作詞: 中里綴、作曲: 田山雅充、編曲: 水谷公生
2. 哀しい妖精
  - 作詞: 松本隆、作曲: ジャニス・イアン、編曲: 萩田光雄

## 収録作品
- 人恋しくて

『人恋しくて#収録作品（LP・CD）』を参照されたい。
- 哀しい妖精

『哀しい妖精#収録作品（LP・CD）』を参照されたい。